# Christoph Julius Krage

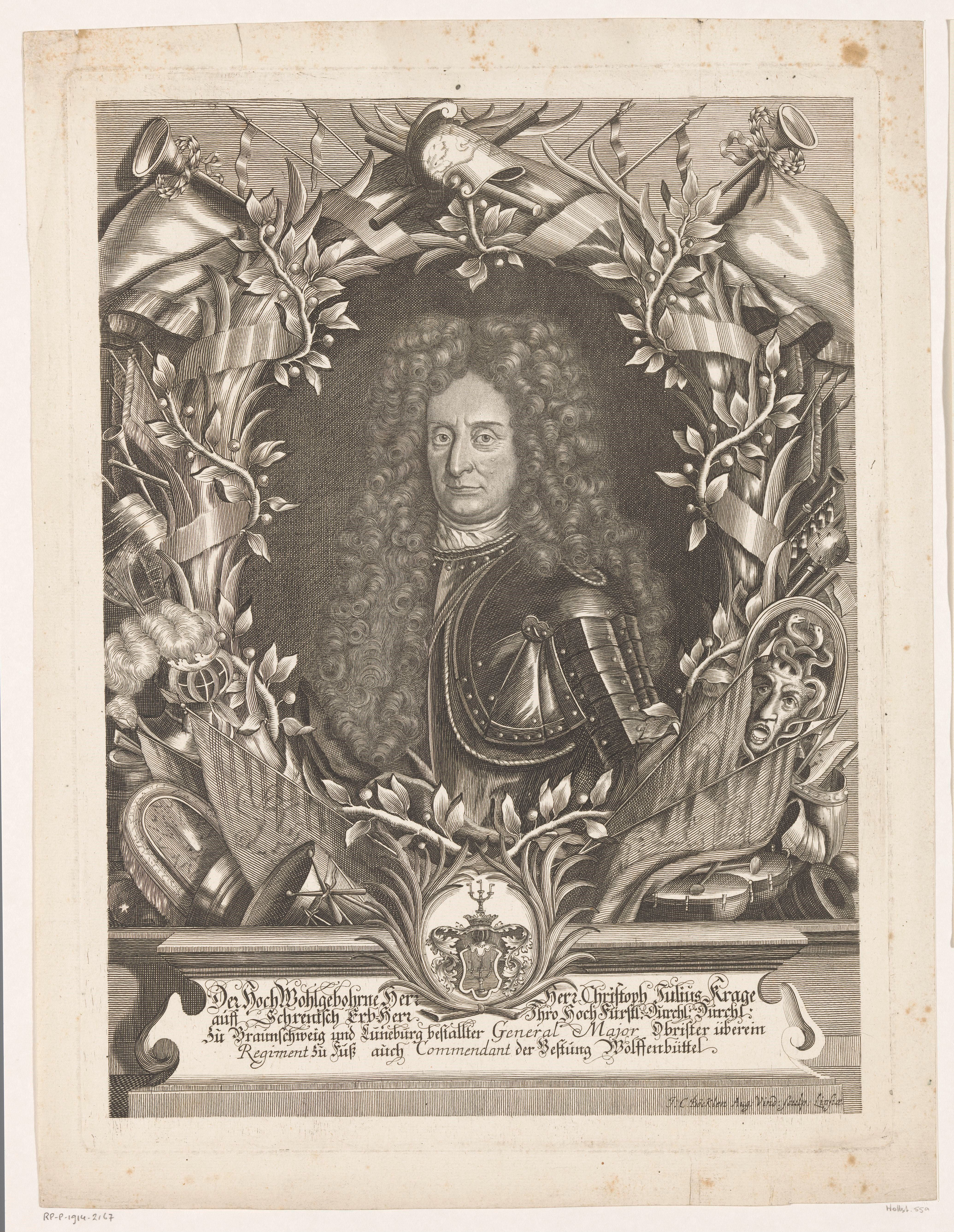
Christoph Julius Krage

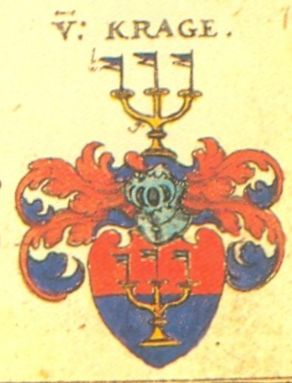
Wappen der Familie Krage aus Siebmachers Wappenbuch von 1605

Christoph Julius Krage, modernisiert Christoph Julius von Krage, (* 24. November 1648 in Schrenz; † 2. April 1703 in Wolfenbüttel) war ein fürstlich-braunschweig-lüneburgischer Generalmajor und Kommandant der Residenzfestung Wolfenbüttel sowie Rittergutsbesitzer.

## Leben
Krage stammte aus dem thüringischen Adelsgeschlecht Krage, das auf die Führung des Adelsattributes von verzichtete. Er war der Sohn des Hans Adolpf Krage, der in den Jahren 1656 und 1661 zwei Lehngüter des Erzbistums Magdeburg in Schrenz bei Zörbig käuflich erworben hatte. Eines der Güter hatte er 1661 vom Sohn Casimir Dietrich Krage des 1630 verstorbenen Halberstädter Domherrn Heinrich Krage, seinem Vetter, abgekauft.
Nach dem Tod des Vaters Hans Adolf Krage im Jahre 1684 erbte Christoph Julius Krage gemeinsam mit seinem älteren Bruder Günther Otto Krage und seinem jüngsten Bruder Hans George Krage den väterlichen Besitz, den sie zunächst gemeinsam verwalteten. Letzterer, der mit Sabina Charlotte geb. von Pistorius verheiratet war, wurde später nervenkrank. Durch brüderliche Erbteilung fiel das Gut Schrenz 1689 an Christoph Julius Krage.
1691 hatte Christoph Julius Krage bereits den Rang eines Obersts erreicht. Am 26. Dezember 1700 starb sein älterer Bruder als fürstlich-braunschweig-wolfenbüttelscher Landdrost und Oberjägermeister Günther Otto Krage und hinterließ die zwei unmündigen Söhne August Ludwig und Georg Leopold, für die Christoph Julius die Vormundschaft übernahm. 1702 war Krage bereits Generalmajor.
Er starb gegen 11 Uhr am 2. April 1703 und hinterließ keine Kinder, so dass seine beiden Neffen und sein nervenkranker Bruder Hans Georg Krage ihn beerbten. Der älteste Neffe August Ludwig von Kragen starb am 24. September 1705 in Schwarzach als Korporal. Sein verbliebener Bruder und dessen nervenkranker Onkel überließen aufgrund sich häufender Schulden das Gut 1711 der Witwe des Generalmajors, die 1712 dessen Alineation erreichte und das Gut im folgenden Jahr an Christoph Jobst Zanthier verkaufte. Die beiden genannten Vertreter der Familie von Krage waren die Letzten ihres Adelsgeschlechts, das im 18. Jahrhundert in männlicher Linie ausstarb.